# Nowen Hill
Nowen Hill är ett berg i republiken Irland.   Det ligger i grevskapet County Cork och provinsen Munster, i den sydvästra delen av landet, 270 km sydväst om huvudstaden Dublin. Toppen på Nowen Hill är 535 meter över havet, eller 331 meter över den omgivande terrängen. Bredden vid basen är 12,7 km.
Terrängen runt Nowen Hill är huvudsakligen kuperad, men åt nordost är den platt.Runt Nowen Hill är det glesbefolkat, med 17 invånare per kvadratkilometer. Närmaste större samhälle är Bantry, 15,1 km väster om Nowen Hill. Trakten runt Nowen Hill består i huvudsak av gräsmarker.